# Mount Leura
Der Mount Leura ist ein Vulkankrater in der geologischen Newer Volcanics Province im Südosten der Stadt Camperdown im westlichen Victoria, Australien. Der Krater liegt 121 km südwestlich von Melbourne. Vulkanausbrüche dieses Berges sollen vor 5.000 bis 20.000 Jahren erfolgt sein.
Der Mount Leura ist Teil eines größeren geologischen Komplexes, denn daneben befindet sich ein weiterer kleinerer Krater, der Mount Sugarloaf, und am Fuß des Mount Leura liegt das Laura Maar. 

## Mount Leura
Der Krater des Mount Leura erhebt sich 313 Meter über Meereshöhe, etwa 130 Meter über das Gelände und er ist etwa 100 Meter tief. Innerhalb des Kraters sind Spuren eines zweiten Vulkanausbruchs und weitere kleinere Tuffauswürfe erkennbar. In den Kraterwänden befinden sich weitere Ablagerungen von Tuffen, Gesteinstrümmern und Vulkanischen Bomben. Diese dürften von Eruptionen entlang der Erdspalte stammen, die in diesem Gebiet in Nordsüd-Richtung verläuft. 
Die Tuffe des Mount Leura führen zahlreiche Einschlüsse der hocherhitzten tiefliegenden Erdkruste und des Erdmantels in ungewöhnlich hoher Konzentration.

## Leura Maar
Das Leura Maar ist ein Maar, das 2,5 Kilometer lang, 1,7 Kilometer breit und 50 Meter tief ist. Es entstand in einer Reihe von Vulkanausbrüchen, vermutlich vor 22.000 Jahren.

## Mount Sugarloaf
Der Mount Sugarloaf ist ein weiterer Vulkankrater, der an der südwestlichen Flanke des Mount Leura liegt. Er hat einen perfekt geformten Vulkanmund. Diese Form entstand in der ersten Stufe der Aktivität des Mount Leura als eine kleine daneben liegende Krateröffnung ein großes Volumen von Lavafragmenten in kurzer Zeit, neben der Hauptsäule des Mount Leura, in die Luft schleuderte. Dabei entstand ein steiler Krater von Vulkanischen Aschen, Tuffen, großen Gesteinstrümmern und Vulkanischen Bomben.

## Tourismus
Der Mount Leura kann mit Fahrzeugen erreicht werden. Auf den Gipfel führt ein Wanderweg, von dort aus können bei guter Sicht weitere vulkanische Erhebungen betrachtet werden. Am Fuß des Berges befinden sich Picknicktische und -sitze. Unterkünfte gibt es in der nahe gelegenen Stadt Camperdowns.

## Sonstiges
In dem Gebiet der Vulkane lebten vor der europäischen Besiedlung die Aborigines der Djargurd Wurrung. Der Name Leura soll in ihrer Sprache große Nase bedeuten. 
Die Europäer nutzten die dortigen Gesteinsvorkommen zur Errichtung ihrer Bauwerken und Straßen. Im Gebiet des Leura Maar gab es zahlreiche Steinbrüche, die einen Einblick in die Tufflagen und darin eingebettete Xenolithe geben. Es gibt derzeit im Nordosten des Mount Leura noch zwei Steinbrüche, die älteren Steinbrüche sind geschlossen oder werden zur Ablage von Erde verwendet.